# Enrique Enríquez de Quiñones
Enrique Enríquez de Quiñones (m. 1504) fue un noble y militar castellano.

## Biografía
Enrique Enríquez de Quiñones nació en el seno de una familia noble que consolidó su poder en Castilla a través de alianzas estratégicas y la acumulación de tierras. Era hijo de Fadrique Enríquez de Mendoza,  II señor de Medina de Rioseco, quien a su vez era hijo de Alfonso Enríquez de Castilla, Almirante de Castilla, y de Juana de Mendoza. Su madre, Teresa Fernández de Quiñones, era hija de Diego Fernández de Quiñones, señor de la Casa de Luna y merino mayor de Asturias y de León, y de María Álvarez de Toledo.

### Orígenes Familiares
Los Enríquez de Quiñones pertenecen a una de las familias nobles más influyentes de Castilla, con raíces que se remontan a los nobles medievales. Esta familia se destacó por su participación activa en la política, la economía y las decisiones militares del reino, lo que les permitió consolidar un amplio patrimonio territorial y un importante poder social.
Enrique Enríquez de Quiñones era hijo de Fadrique Enríquez de Mendoza, II señor de Medina de Rioseco. Fadrique, como segundo señor, gestionó un vasto dominio que había sido administrado por sus antepasados, incluidos sus ilustres antepasados como Alfonso Enríquez, quien jugó un papel significativo en la historia de Castilla.

#### Fadrique Enríquez de Mendoza
Fadrique Enríquez de Mendoza fue el segundo señor de Medina de Rioseco, cargo que heredó tras la muerte de su padre, Alfonso Enríquez de Castilla, quien fue almirante de Castilla y una figura prominente en la corte. Alfonso, hijo ilegítimo del rey Alfonso XI de Castilla y de Leonor de Guzmán, desempeñó un papel crucial en la historia militar y política de Castilla durante el siglo XIV. Como almirante, participó en varias campañas navales, defendiendo los intereses castellanos en el Mediterráneo y asegurando rutas comerciales vitales. Su madre, Juana de Mendoza, pertenecía a la influyente Casa de Mendoza, que tuvo un impacto duradero en la política y la administración del reino.
Fadrique continuó el legado de su padre como II Señor de Medina de Rioseco, donde su administración estuvo marcada por el fortalecimiento de la economía local y el apoyo a las comunidades agrícolas, contribuyendo así a su prestigio y a la influencia de la familia Enríquez.

#### Teresa Fernández de Quiñones
Teresa Fernández de Quiñones, madre de Enrique, fue una figura notable en la nobleza castellana. Era hija de Diego Fernández de Quiñones, conocido como "el de la Buena Fortuna", quien fue señor de la Casa de Luna y merino mayor de Asturias y de León. Diego consolidó el poder de su familia en la región y se destacó como un astuto estratega militar y político que gestionó hábilmente las relaciones con la corona y otros nobles. Su lealtad a los Reyes Católicos y su destacada participación en la Reconquista fueron reconocidas en varias batallas. Su madre, María Álvarez de Toledo, pertenecía a la Casa de Toledo, una familia con profundas raíces en la nobleza castellana que aportó riqueza y prestigio al linaje de los Quiñones.
La combinación de estas influencias familiares proporcionó a Enrique un respaldo sólido dentro de la nobleza castellana, lo que le permitió acceder a posiciones de poder y responsabilidad en la corte y la administración militar, facilitando su ascenso en la jerarquía nobiliaria y su eventual éxito en la vida pública. 

#### Importancia de los Linajes
Los linajes entrelazados de Enrique Enríquez de Quiñones no solo le otorgaron un estatus privilegiado, sino que también le proporcionaron valiosas alianzas estratégicas que eran cruciales para la política de su tiempo. La nobleza en la España medieval estaba profundamente interconectada a través de matrimonios y alianzas, y Enrique supo aprovechar estas conexiones para fortalecer su propia posición y la de su familia.
Su ascendencia le permitió participar en decisiones clave de la corte, así como en campañas militares que definieron la política y la estructura de poder en Castilla. La combinación de los títulos nobiliarios de su padre y la influencia de su madre le permitió acceder a una red de contactos esencial para cualquier noble que aspirara a un papel significativo en la política del reino.

#### Influencia Social y Cultural
La familia Enríquez de Quiñones no solo tuvo un impacto en la política y la economía, sino también en la cultura de Castilla. Su compromiso con la religión y su participación en la Reconquista los posicionaron como figuras de autoridad y respeto en la sociedad. Esto les permitió fomentar un ambiente de lealtad hacia la corona y apoyar iniciativas que promovieran la educación y el bienestar de las comunidades bajo su control.
A través de sus uniones matrimoniales, los Enríquez de Quiñones también jugaron un papel en la creación de redes que unieron diversas casas nobiliarias, contribuyendo así al fortalecimiento de la nobleza castellana en su conjunto. Su legado no solo se mide por el poder territorial, sino también por su influencia en la cohesión social y cultural de su época.

### Formación y Educación
Enrique Enríquez de Quiñones nació en un entorno noble donde la lealtad y el servicio al rey eran valores fundamentales. Desde joven, se le proporcionó una educación que abarcaba tanto la instrucción académica como la formación militar, aspectos que eran esenciales para la formación de los jóvenes nobles en la Castilla medieval.
La educación académica en su época incluía el aprendizaje de las artes liberales, que comprendían disciplinas como la gramática, la retórica, la lógica, la geometría, la música y la astronomía. Este tipo de educación era común entre la alta nobleza y estaba destinada a preparar a los futuros líderes para sus roles en la corte y la administración del reino.
En cuanto a la formación militar, los jóvenes nobles como Enrique eran entrenados en habilidades de combate, esgrima y equitación, aspectos cruciales para convertirse en líderes en el campo de batalla. Este entrenamiento era vital, dado que los nobles eran responsables de proporcionar y liderar tropas en defensa de sus tierras y del reino. La participación en torneos y en ejercicios militares ayudaba a forjar su reputación y habilidades.
El entorno familiar de Enrique también jugó un papel crucial en su educación. Criado en la familia Enríquez, que tenía una larga tradición de servicio militar y nobleza, se esperaba que siguiera el legado de sus antepasados, quienes habían sido leales a la corona. Esta tradición de lealtad y servicio militar se transmitía de generación en generación, lo que influía en su formación personal y su percepción del deber.
En resumen, la formación de Enrique Enríquez de Quiñones fue integral, combinando educación académica y militar, lo que le permitió prepararse adecuadamente para asumir un papel destacado en la nobleza castellana y participar activamente en los asuntos políticos y militares de su tiempo.

### Carrera Militar
Enrique Enríquez de Quiñones tuvo una carrera militar destacada que lo consolidó como una figura prominente en la nobleza castellana. Desde sus inicios, demostró un compromiso inquebrantable con la defensa de la corona y el reino, lo que le valió varios reconocimientos a lo largo de su trayectoria.
Enrique se convirtió en comendador de Montalbán en la Orden de Santiago, una de las órdenes militares más antiguas de España, fundada en 1170 con el objetivo de proteger la fe cristiana y participar en la Reconquista. Esta orden fue fundamental en la historia de España, especialmente durante el período de la Reconquista, donde reunió a nobles y guerreros para luchar contra los musulmanes y defender las fronteras del reino. La participación en esta orden no solo le otorgó prestigio, sino que también le permitió acceder a recursos y contactos valiosos en el ámbito militar.
La habilidad de Enrique como líder militar se evidenció en varias campañas importantes durante su carrera. Participó en batallas clave que contribuyeron a la consolidación del poder castellano, mostrando lealtad y valentía en el servicio de la corona. Sus estrategias militares y su capacidad para liderar tropas en el campo de batalla fueron reconocidas por sus superiores, lo que le permitió ganar reputación y prestigio entre sus pares.
Además de su papel en la Orden de Santiago, Enrique ocupó el cargo de almirante de Sicilia. Esta posición era de gran relevancia, ya que Sicilia era un punto estratégico en el Mediterráneo y bajo dominio castellano. Como almirante, Enrique participó activamente en la administración de las islas, gestionando operaciones navales estratégicas y asegurando la protección de las rutas comerciales que eran vitales para el comercio y la economía de Castilla. Su liderazgo en esta área le permitió enfrentarse a las amenazas de piratas y enemigos navales, contribuyendo a la seguridad marítima de la corona.
La experiencia y conexiones adquiridas a lo largo de su carrera militar llevaron a Enrique a ser nombrado mayordomo mayor de su sobrino, Fernando II de Aragón, también conocido como Fernando el Católico. Este cargo le otorgó acceso directo a la corte y a la influencia política, lo que era crucial para su carrera. Como mayordomo mayor, Enrique tuvo la responsabilidad de gestionar los asuntos de la corte y la administración del rey, lo que le permitió participar en decisiones clave y acercarse a la familia real, fortaleciendo su propia posición en la nobleza y consolidando su legado.
En resumen, la carrera militar de Enrique Enríquez de Quiñones estuvo marcada por su compromiso con la defensa de la corona, su liderazgo en diversas campañas y su capacidad para forjar alianzas estratégicas en el ámbito militar y político. Su legado perdura en la historia de la nobleza castellana, donde su figura es recordada como un defensor leal de la corona y un líder respetado entre sus pares.

### Concesiones Nobiliarias
Enrique Enríquez de Quiñones, a lo largo de su vida, acumuló varios títulos nobiliarios y ocupó importantes cargos que reflejaron su influencia en la política y la sociedad de su tiempo. En 1492, el mismo año en que los Reyes Católicos completaron la Reconquista con la toma de Granada, Enrique fue recompensado con el señorío de Orce. Este título no solo le proporcionó un estatus noble, sino que también le otorgó el control sobre tierras que ampliaron su patrimonio y su influencia en la región.
El señorío de Orce, situado en la provincia de Granada, era un área de gran importancia estratégica y económica. La región era conocida por su producción agrícola, especialmente de cereales, que contribuía a la riqueza de sus señores. Enrique utilizó su posición para fomentar el desarrollo económico y social de sus dominios, asegurando lealtad y prosperidad entre sus súbditos.
Además de ser señor de Orce, Enrique Enríquez también fue:
- Comendador de Montalbán en la Orden de Santiago, donde desempeñó un papel clave en la defensa y expansión de los intereses cristianos durante la Reconquista.[15]

- Almirante de Sicilia, cargo que le permitió gestionar la administración de las islas italianas bajo dominio castellano y coordinar operaciones navales estratégicas en el Mediterráneo, asegurando las rutas comerciales y la protección de los intereses castellanos en la región.[16]

- Mayordomo mayor del rey Fernando II de Aragón, lo que le otorgó acceso directo a la corte y la influencia política. Esta posición era crucial, ya que le permitió participar en decisiones clave y acercarse a la familia real, fortaleciendo así su posición dentro de la nobleza.[12]

La administración de Enrique en el señorío de Orce fue notable por la implementación de mejoras en la infraestructura local, lo que facilitó el comercio y la agricultura. También promovió relaciones con los habitantes de sus tierras, tanto nobles como plebeyos, garantizando así un ambiente de estabilidad que favoreció su gobierno. Esta capacidad de gobernanza le permitió no solo mantener el control sobre sus dominios, sino también ganarse el respeto y la lealtad de sus súbditos.
En resumen, los diversos títulos y cargos de Enrique Enríquez de Quiñones reflejan su papel como un destacado noble y militar en la Castilla medieval, así como su habilidad para gestionar y desarrollar sus tierras en un contexto político complejo.

### Matrimonio y Descendencia
Enrique Enríquez de Quiñones contrajo matrimonio en 1485 con María de Luna y Ayala, fortaleciendo así su posición en la nobleza castellana. María era hija de Pedro de Luna y Manuel, I señor de Fuentidueña y de Elvira de Ayala y Herrera, una unión que fue parte de una serie de alianzas estratégicas destinadas a consolidar el poder de las familias nobles en Castilla.
La pareja tuvo varias hijas, y según las cláusulas de los mayorazgos fundados por su padre, las mujeres no podían heredar. Sin embargo, Enrique, con el consentimiento de su hermano Alonso Enríquez de Quiñones, fundó un mayorazgo a favor de su primogénita, Teresa Enríquez de Luna, en 1504, asegurando la continuidad de sus bienes familiares en la línea femenina bajo ciertas condiciones. Este acto fue significativo, ya que representaba un cambio en las normas de herencia que tradicionalmente excluían a las mujeres.
Las hijas de Enrique y María, por orden de nacimiento, fueron:
- Teresa Enríquez de Luna (1486-1555), casada con Enrique Enríquez de Guzmán y Velasco, general al mando de Perpiñán.

- Elvira Enríquez de Luna (1487-1530), casada con Pedro Fernández de Córdoba y Pacheco, I marqués de Priego.[19]

- Francisca Enríquez de Luna (1488-1543), II señora de Orce, casada con Bernardo de Sandoval y Rojas, II marqués de Denia.[20]

- María Enríquez de Luna (1490-1548), casada con Juan de Borja y Cattanei, II duque de Gandía, quien también tenía lazos estrechos con la Casa de Borja, lo que fortaleció aún más la posición de la familia Enríquez en la aristocracia.[21]

A través de estas uniones matrimoniales, Enrique Enríquez de Quiñones no solo consolidó su posición dentro de la nobleza, sino que también fortaleció las alianzas entre poderosas familias, lo que fue fundamental para el mantenimiento de su estatus y la influencia en la política castellana.

### Muerte y Sepultura
Enrique Enríquez de Quiñones falleció en 1504, dejando un legado significativo en la nobleza castellana. Su muerte marcó el final de una era de consolidación del poder familiar y de alianzas estratégicas que habían fortalecido su posición dentro de la aristocracia.
Tras su fallecimiento, fue sepultado en la iglesia de San Francisco en la ciudad de Baza, donde su familia había tenido un importante papel en la historia local. La elección de este lugar no solo reflejaba su estatus noble, sino también su conexión con la tierra que había gobernado. La iglesia de San Francisco era un lugar de importancia histórica y espiritual, lo que garantizaba que su memoria perdurara entre los miembros de la comunidad.
A lo largo de los años, su tumba se convirtió en un lugar de referencia para sus descendientes y otros nobles que deseaban rendir homenaje a su legado. La influencia de Enrique Enríquez de Quiñones se extendió más allá de su vida, ya que sus descendientes continuaron manteniendo la posición y el estatus de la familia Enríquez en la sociedad española.

### Legado
Enrique Enríquez de Quiñones dejó un legado significativo en la historia de la nobleza castellana. Su combinación de poder militar, influencia política y capacidad de gestión en sus dominios le permitió desempeñar un papel crucial en la configuración de la política regional durante el final del siglo XV y principios del siglo XVI. Su descendencia continuó el linaje de la familia Enríquez, manteniendo su posición en la aristocracia española.
Su vida y sus acciones son un reflejo del dinamismo de la nobleza en una época de cambios profundos en España, donde las alianzas matrimoniales y los servicios a la corona eran fundamentales para el ascenso social y político. La habilidad de Enrique para maniobrar en este entorno cambiante le permitió asegurar un lugar destacado en la historia de la nobleza española, y su legado perduró a través de las generaciones de su familia.
| Predecesor: Creación | Señor de Orce 1492 - 1504 | Sucesor: Francisca Enríquez de Luna |